# Conservatoria delle Coste
La Conservatoria delle Coste (Conservatori de les Costes), oficialment Conservatoria delle Coste della Sardegna en italià i Conservatoria de sas Costeras de sa Sardigna en sard és una agència de la Regió Autònoma de Sardenya establerta per la Llei regional de 29 de maig 2007, N° 2.

## Objectius
Les finalitats institucionals són els de la salvaguarda, protecció i millora dels ecosistemes costaners i la gestió integrada de les zones costaneres d'especial importància pel paisatge i el medi ambient, de propietat de la Regió Autònoma o posats a la seva disposició per part de subjectes públics o privats.

## Òrgans i personal
El Conservatori va ser creat com un organisme independent per respondre a les qüestions no condueix a l'ordinària organització regional. Els seus òrgans són el Comitè Científic, el Director Executiu i Comitè d'Auditoria
Director Executiu:
- Dr. Eng. Alessio Satta

Comitè Científic:
- Professor Sandro demur, president
- Professor Ignazio Camarda
- Arquitecte Sandro Roggio

Comitè d'Auditoria:
- Doctor Giovanni Nicola Paba, president
- Doctora Carolina Cristiana Casu
- Doctor Stefano Scanu

El Conservatori s'articula en una direcció general i en direccions de servei encarregades en activitats d'estudi, administració, planificació tècnica i de gestió patrimonial. La contractació del personal s'actua, en la primera etapa de la vida de l'entitat, a través de procediments destinats a la mobilitat interna dels empleats i, a continuació, a través de procediments públics en la forma establerta per la Llei regional i l'Estatut de l'Agència.

## Acció del Conservatori
El Conservatori de les Costes de Sardenya, concebut sobre el model anglès del National Trust i en particular del Conservatoire du Littoral francès té un paper de complementació de la protecció de les zones costaneres amb les eines existents de planificació, programació i regulació. El Conservatori adquireix els territoris més fràgils i delicats a través de donacions voluntàries o en casos excepcionals per compra directa.
Després d'haver completat la rehabilitació mediambiental de les zones costaneres, la Conservatoria pot gestionar directament les àrees o encomanades a altres entitats o agències regionals, als municipis, a altres comunitats locals o associacions i cooperatives per a garantir el bon govern en ple compliment del que s'estableix en les lleis i en les normes reglamentàries.
El Conservatori determina la forma en què han de ser gestionats i administrats els territoris adquirits, per la qual cosa la naturalesa d'aquests llocs sigui mantinguda en el seu original bellesa i riquesa. També defineix els usos, en particular agrícoles i turístics compatibles amb aquests objectius.

## Imatges
Paisatges costaners de Sardenya

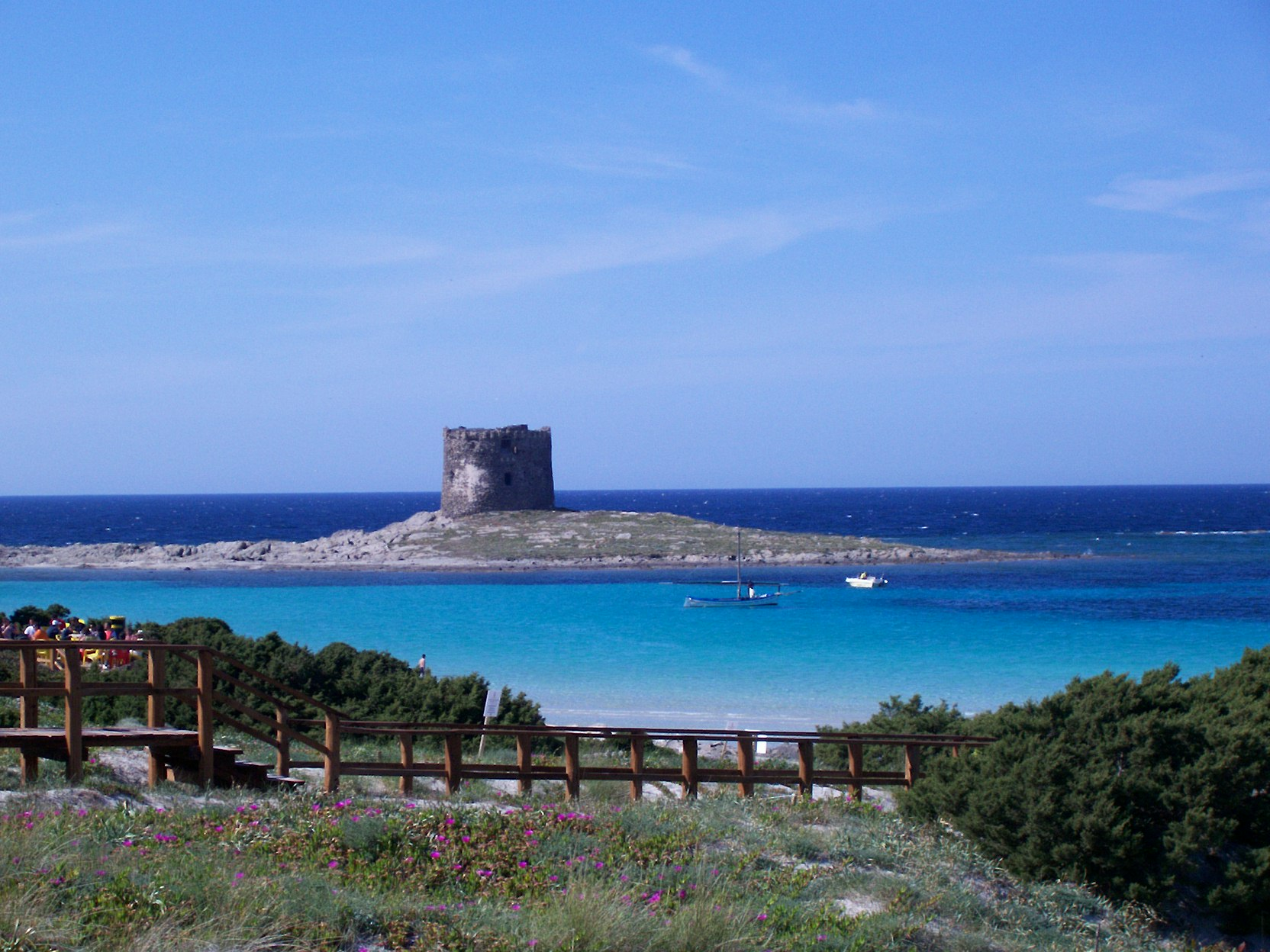
Torre de la Pelosa (Stintino)
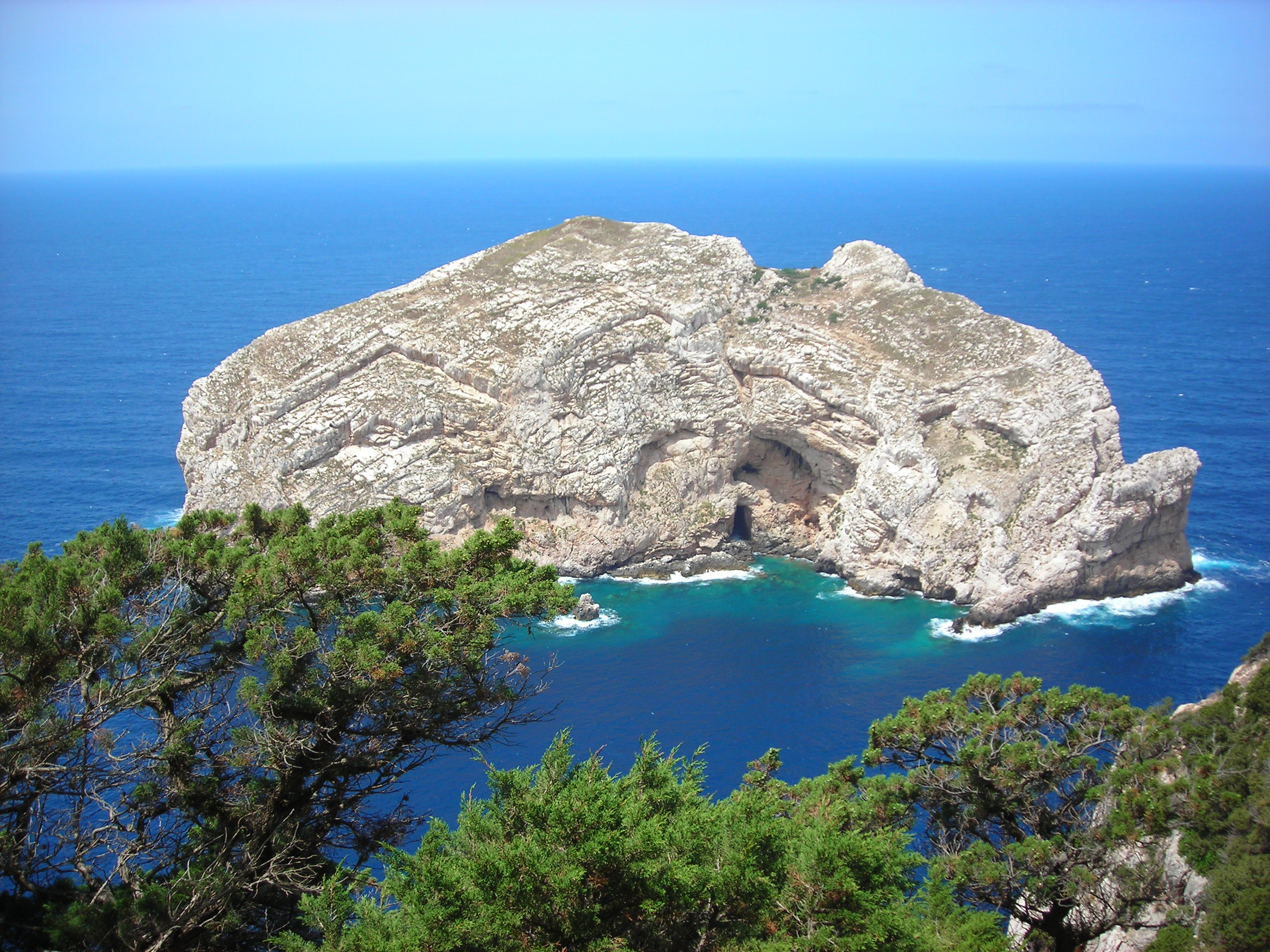
Illa de Foradada (L'Alguer)
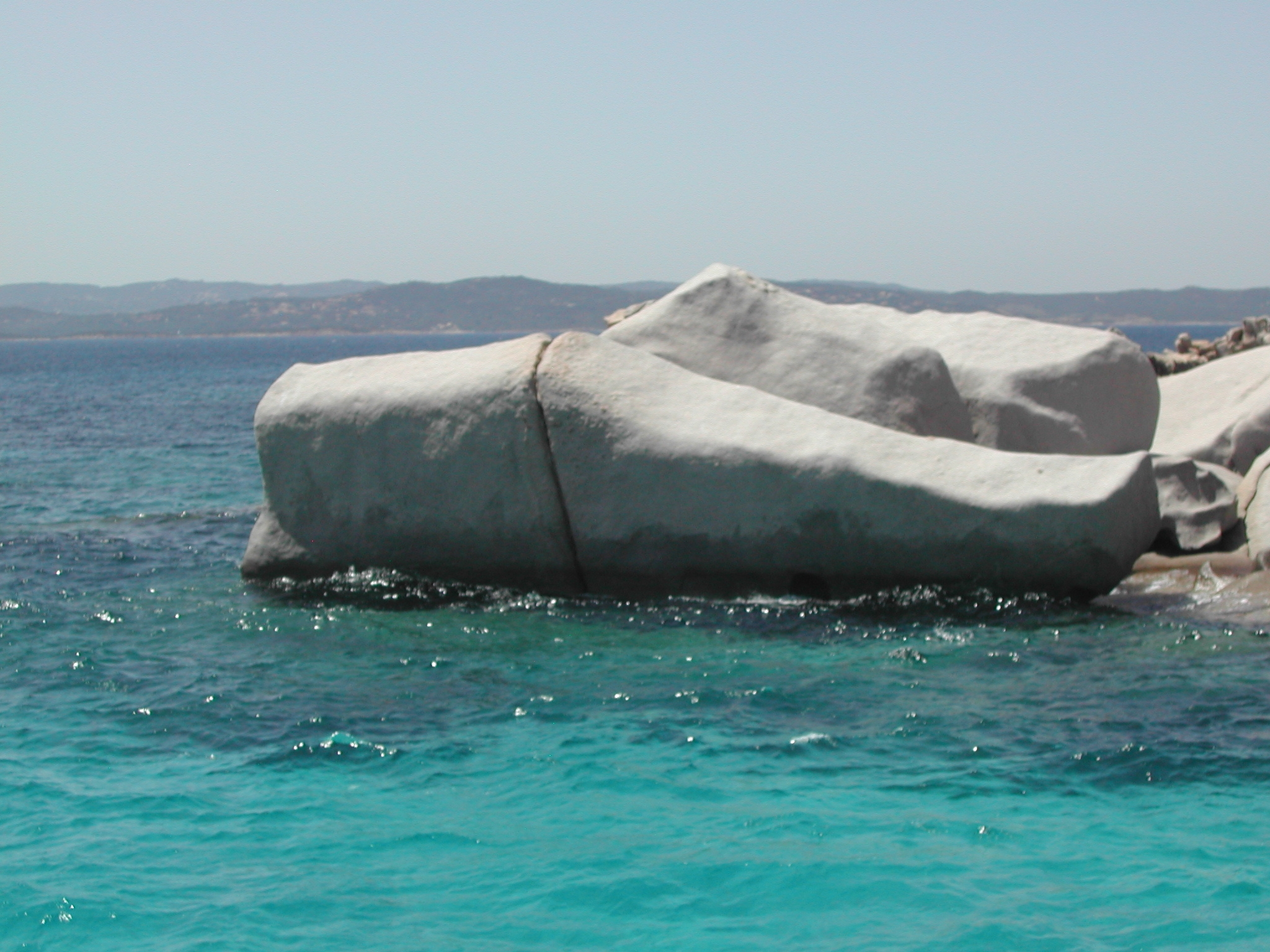
Illa de Spargi (La Maddalena)
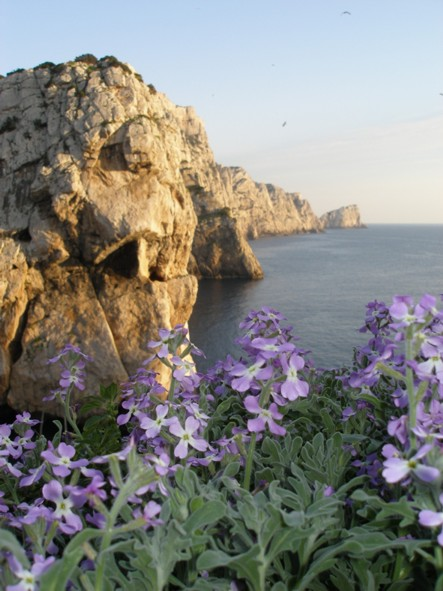
Illa Piana (L'Alguer)
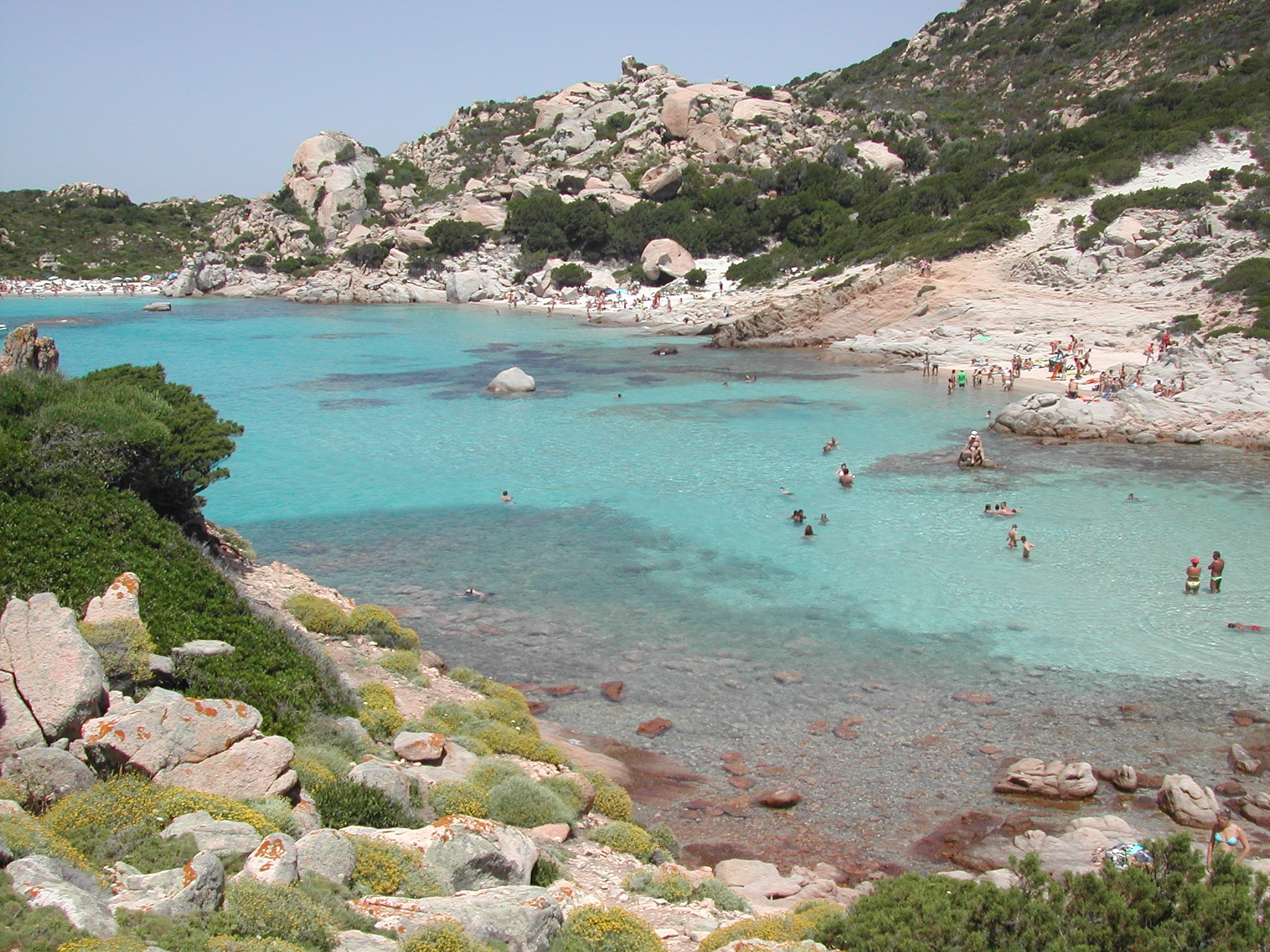
Illa de Spargi (La Maddalena)
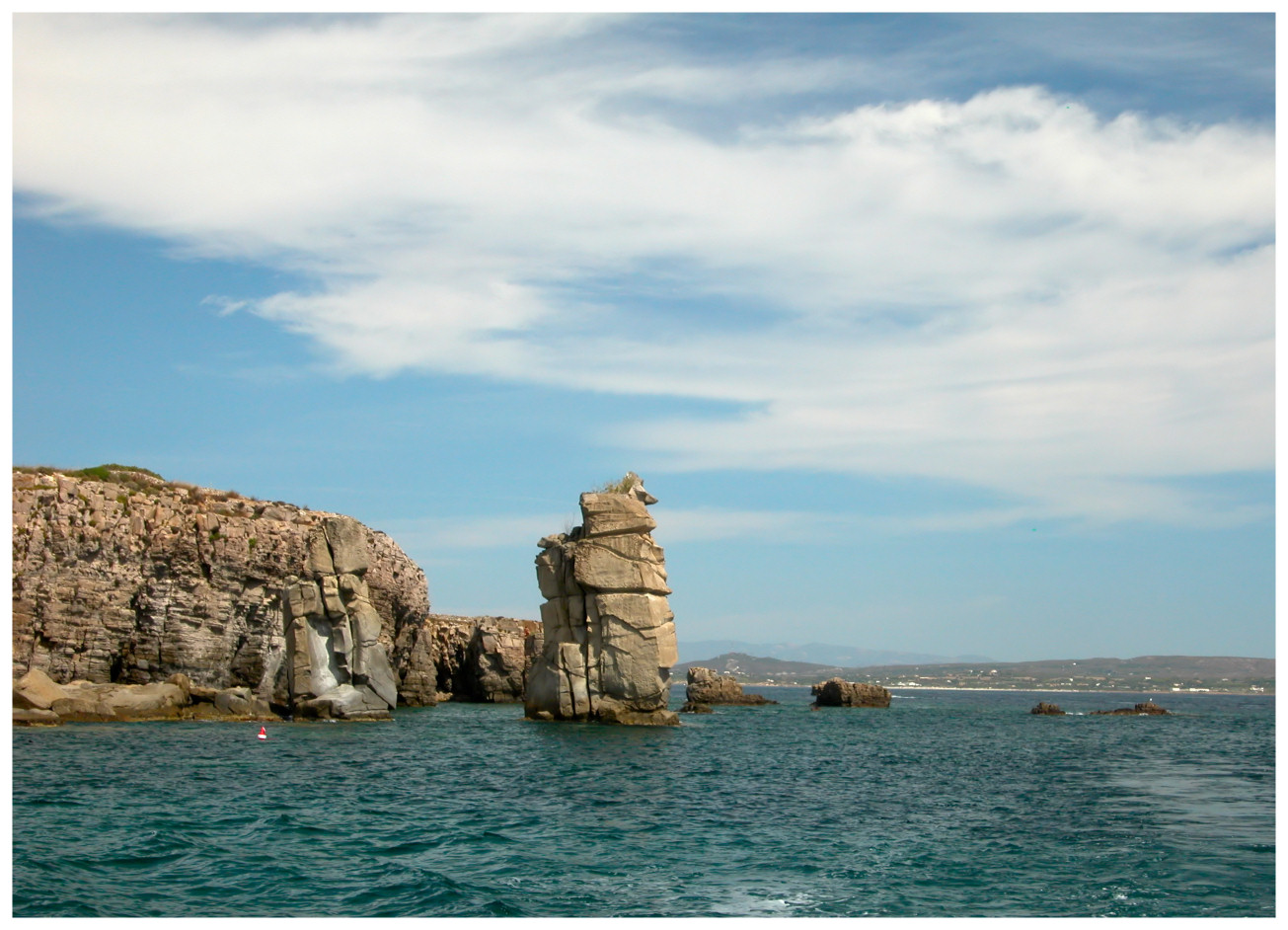
Les Columnes de Carloforte, Illa de Sant Pere, (Carloforte)
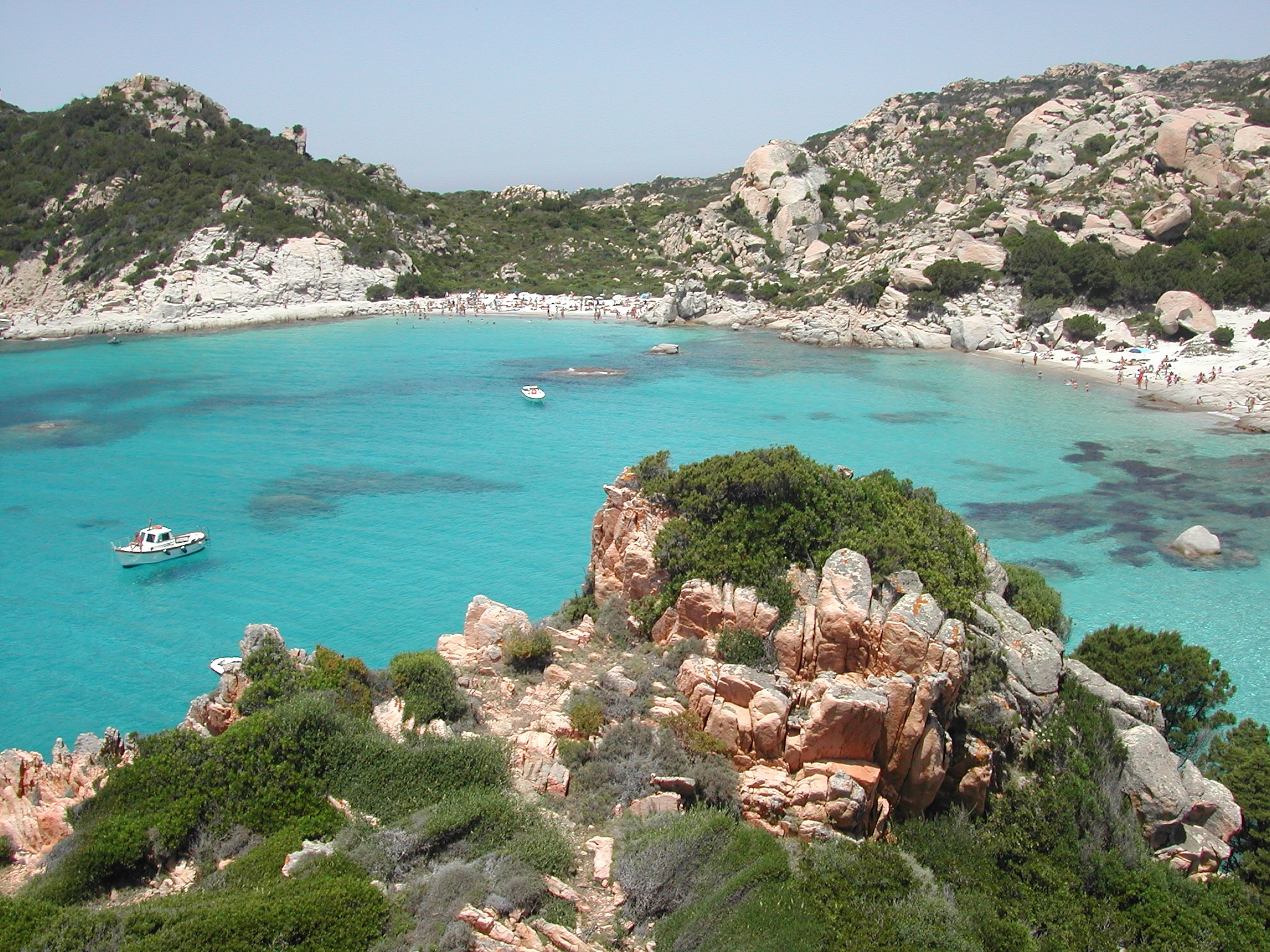
Illa de Spargi (La Maddalena)
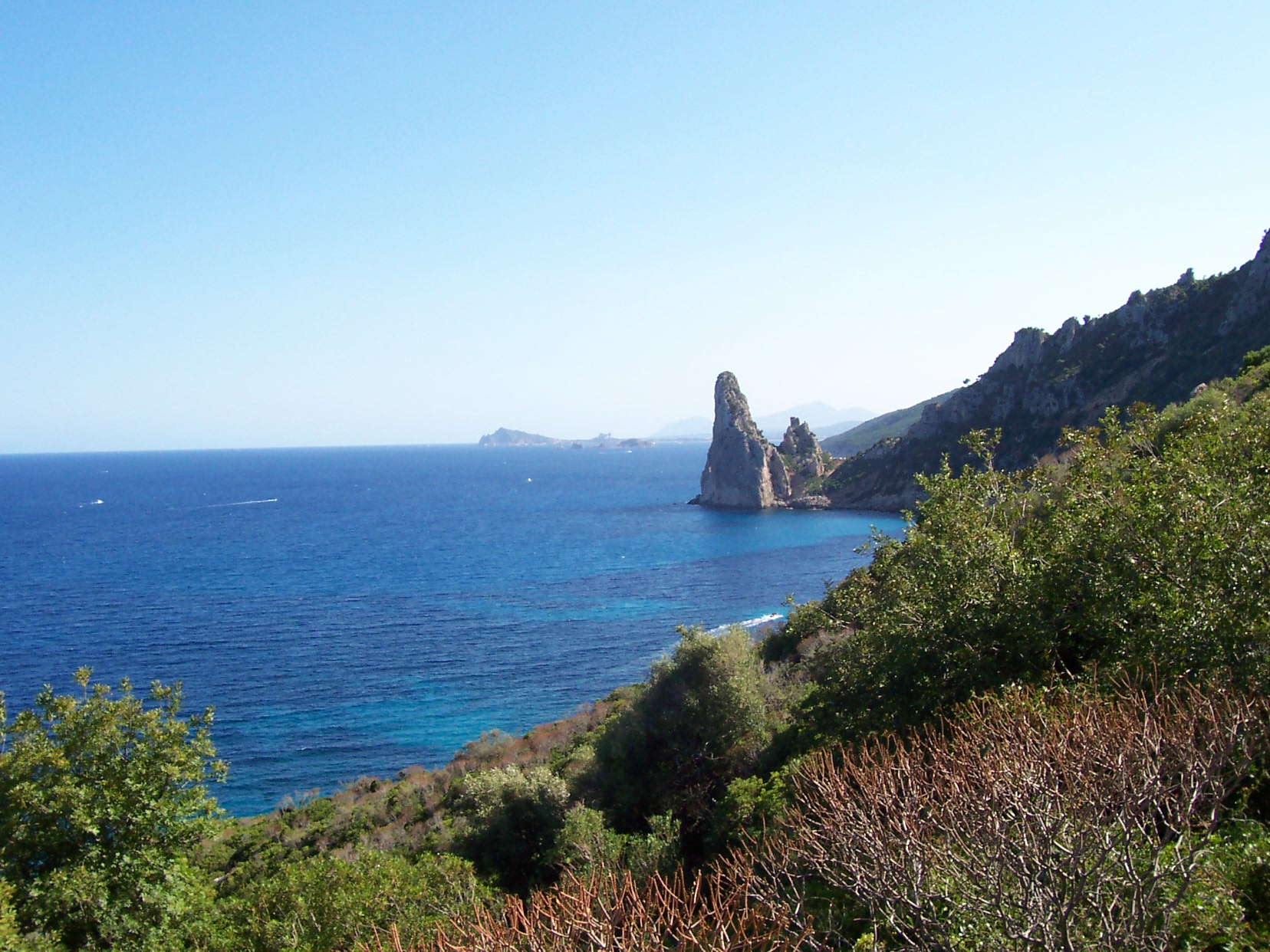
Pedra Longa (Baunei)
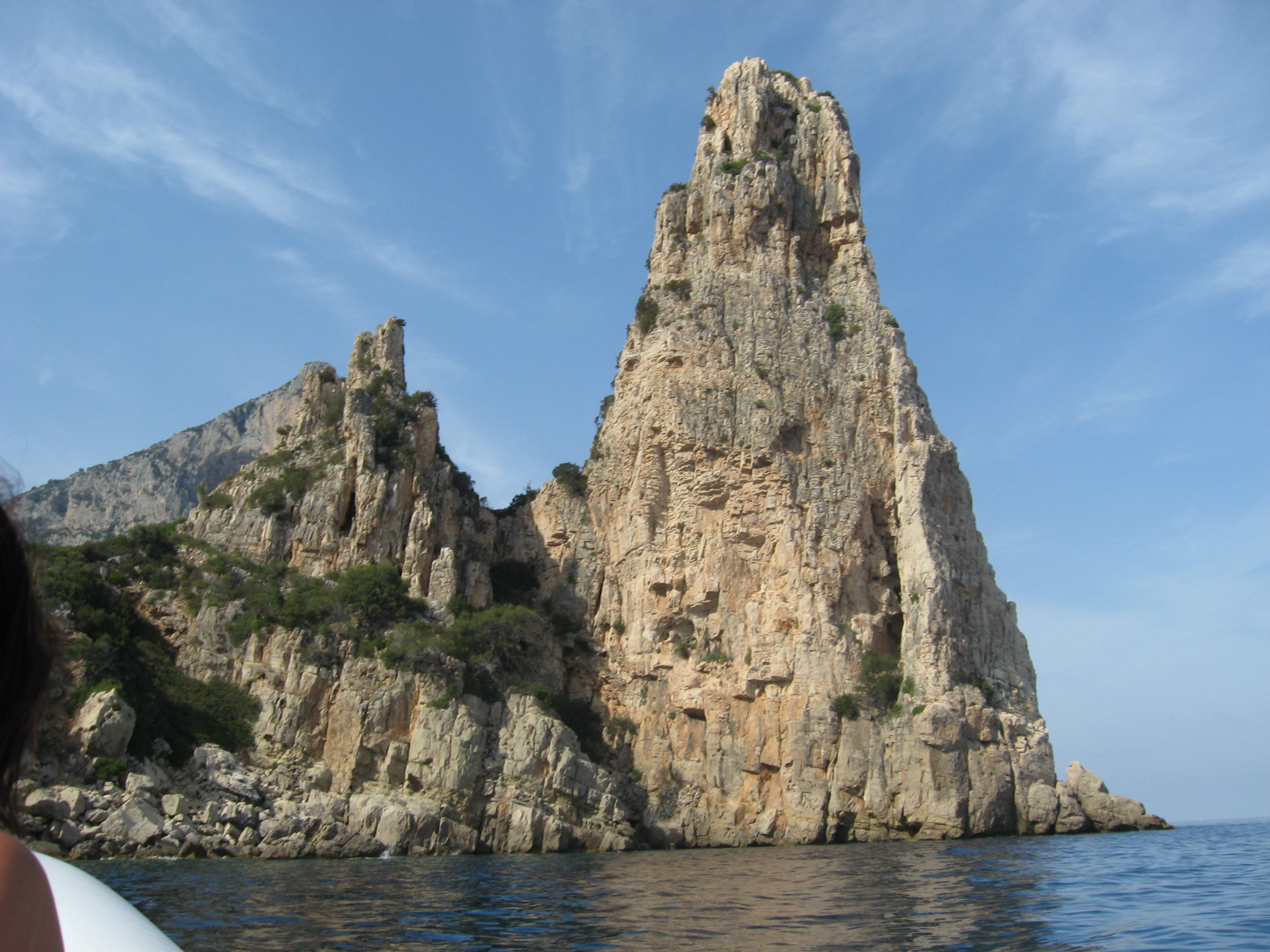
Pedra Longa (Baunei)
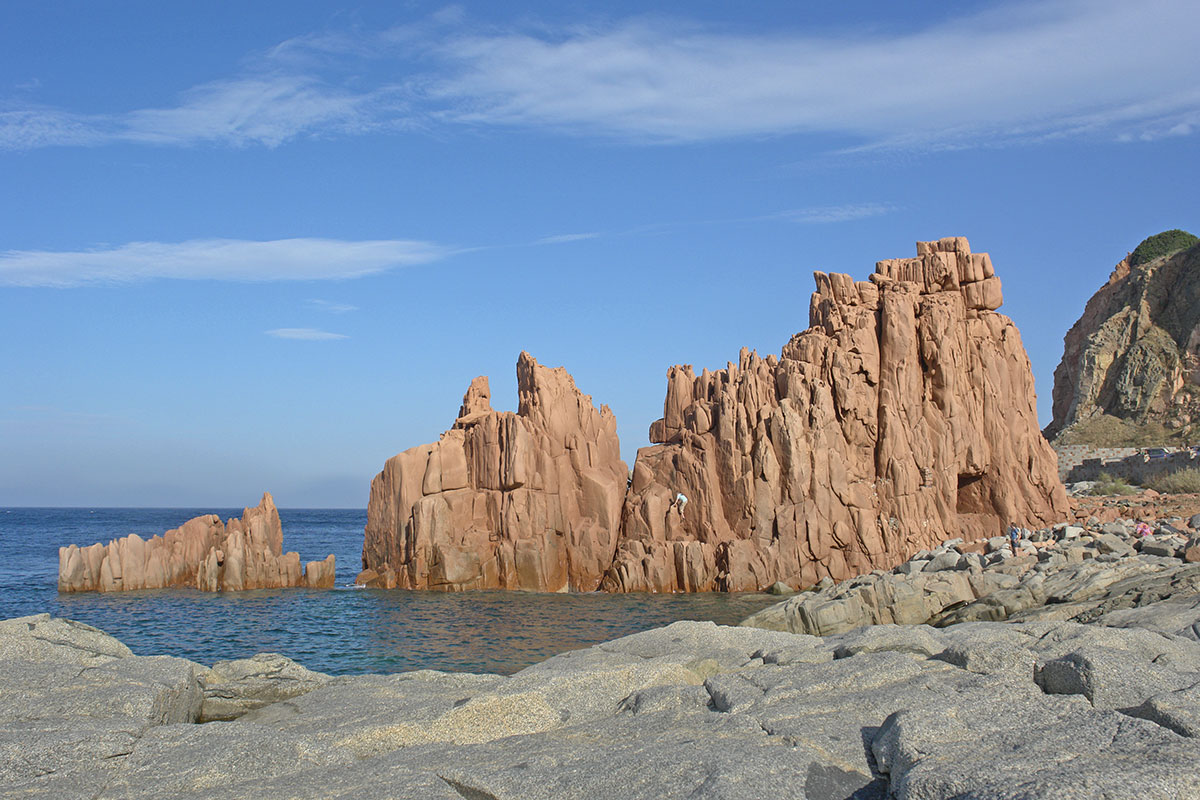
Arbatax
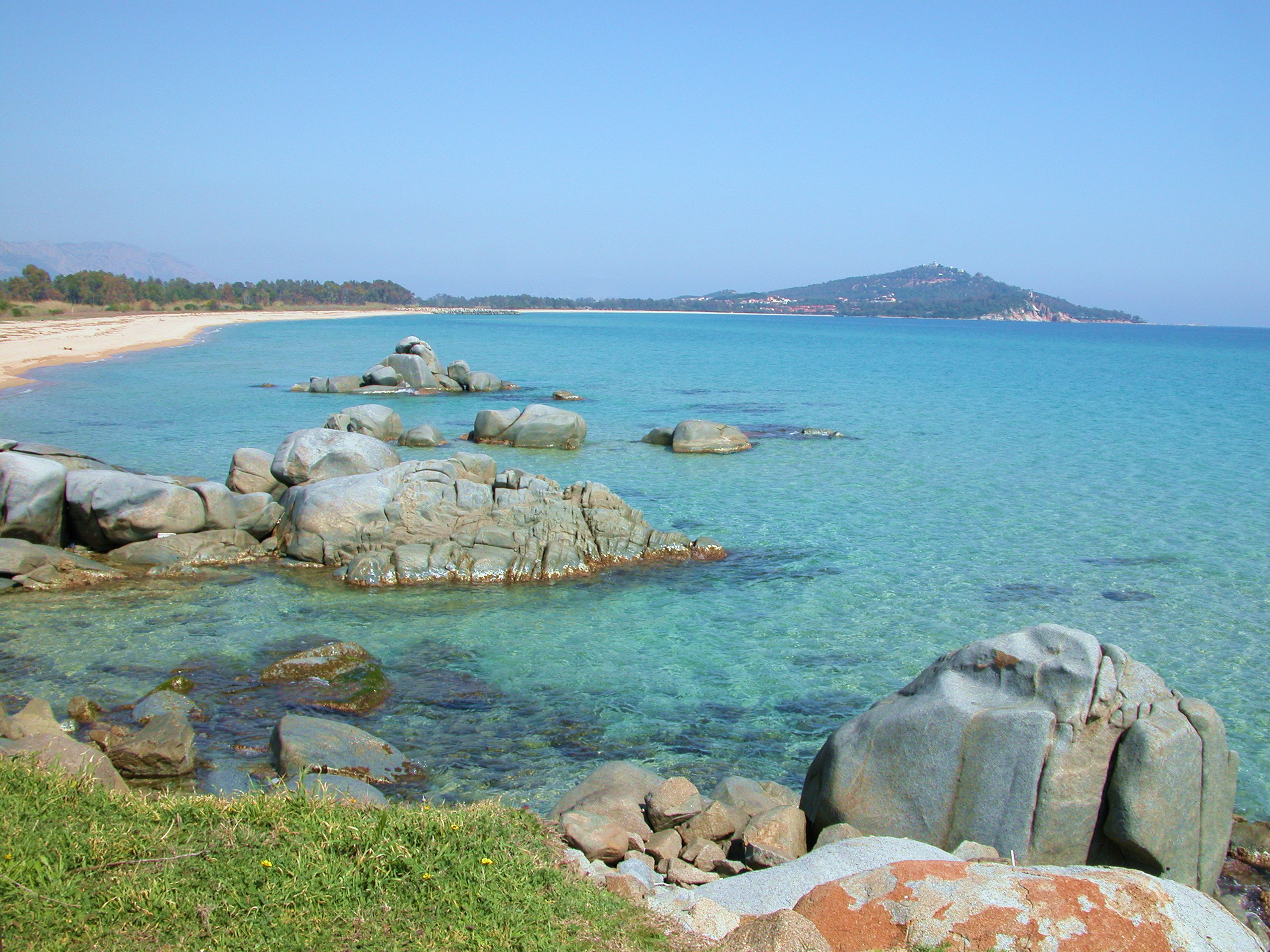
Platja de Orrì (Tortolì)
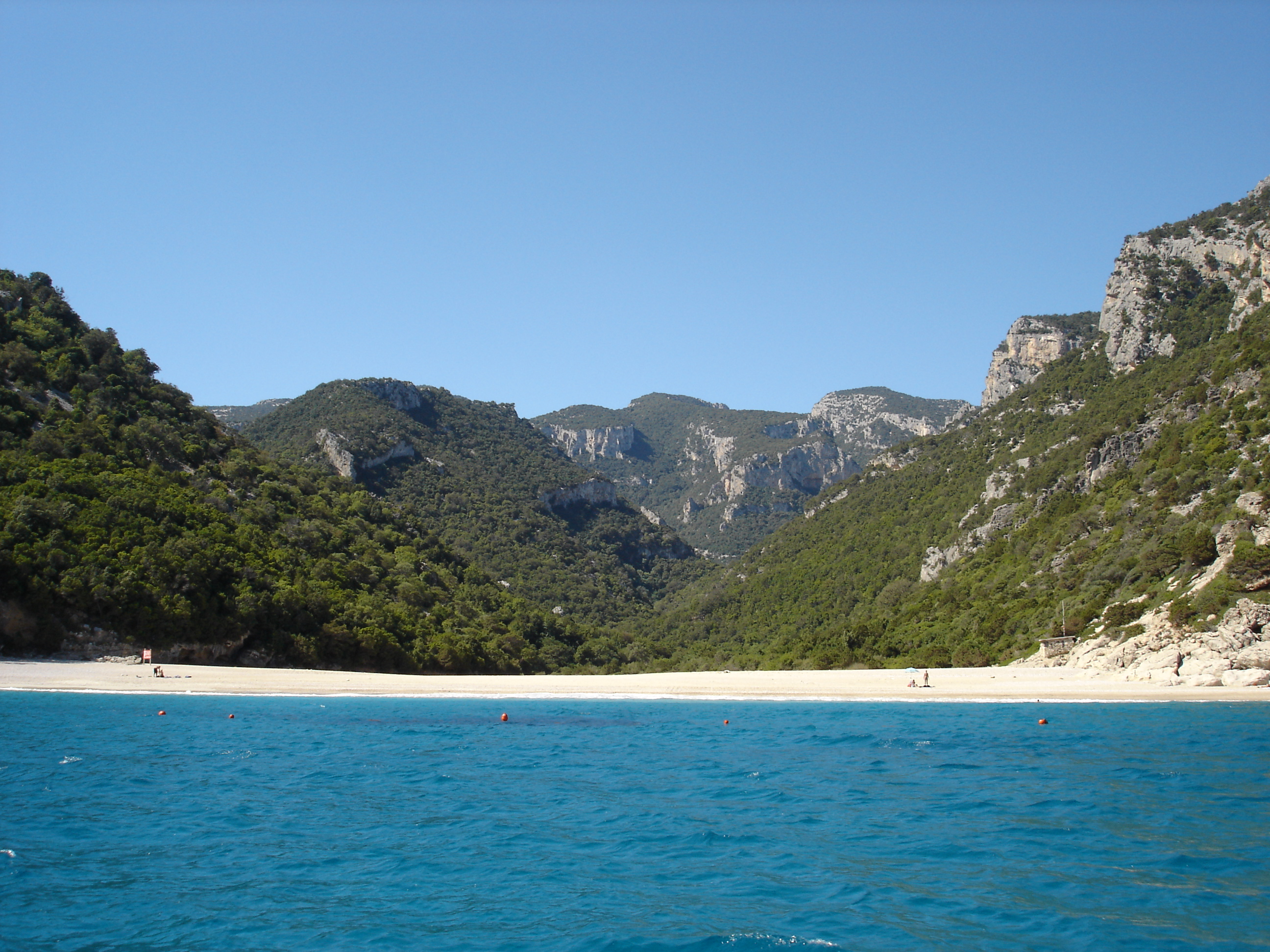
Platja Sisine (Baunei)